# Martin Wasinski
Martin Wasinski (7 april 2004) is een Belgisch voetballer die sinds 2024 uitkomt voor Schalke 04.

## Clubcarrière
Wasinski genoot zijn jeugdopleiding bij US Hesbignonne, Stade Waremmien en Sporting Charleroi. In februari 2021 ondertekende hij zijn eerste profcontract bij laatstgenoemde club. Op 22 augustus 2021 maakte Wasinski zijn officiële debuut in het eerste elftal van laatstgenoemde club: op de vijfde competitiespeeldag van de Jupiler Pro League kreeg hij van trainer Edward Still een basisplaats tegen Zulte Waregem. Onder Still schommelde hij tussen bank en basis, wat hem op anderhalf seizoen tijd 22 optredens in de Jupiler Pro League – waarvan tien als basisspeler – opleverde.
Toen Wasinski bij de komst van Felice Mazzù te horen kreeg dat hij pas in de toekomst in de plannen van de trainer voorkwam, koos de verdediger voor een uitleenbeurt aan KV Kortrijk. Na vier invalbeurten op rij kreeg hij er op 21 januari 2023 zijn eerste basisplaats tegen KV Mechelen. Een week later was hij opnieuw invaller in het 2-2-gelijkspel tegen KV Oostende, maar daarna verdween hij niet meer uit de basisploeg van trainer Bernd Storck – enkel tegen zijn moederclub Charleroi ontbrak hij noodgedwongen.
In juli 2023 werd het huurcontract van Wasinski met een seizoen verlengd. Bernd Storck had in het tussenseizoen plaats gemaakt voor Edward Still, de trainer die Wasinski destijds had laten debuteren bij Charleroi. Wasinski bleef aanvankelijk ook onder Still een vaste waarde in de defensie van Kortrijk: op de zeven eerste competitiespeeldagen liet de Engelse Belg hem enkel in het 1-1-gelijkspel tegen Standard Luik aan de kant. Op de achtste speeldag ontbrak Wasinski zoals afgesproken tegen zijn moederclub Charleroi. Twee dagen na de 1-0-nederlaag van Kortrijk bij Charleroi werd Still ontslagen. Dit luidde het begin van het einde in voor Wasinski: onder opvolgers Glen De Boeck en Freyr Alexandersson kwam hij telkens maar één keer in actie – De Boeck liet hem op 5 december 2023 een volledige wedstrijd meespelen tegen RWDM in de Beker van België, Alexandersson liet hem op 3 maart 2024 bij de rust invallen tegen datzelfde RWDM.
Nog voor het einde van het seizoen 2023/24 raakte bekend dat Charleroi het aflopende contract van Wasinski niet zou verlengen. In juni 2024 ondertekende de jonge twintiger een vierjarig contract bij de Duitse tweedeklasser Schalke 04.

## Clubstatistieken
| Seizoen | Club               | Land               | Competitie      | Competitie | Competitie | Beker | Beker | Supercup | Supercup | Europees | Europees | Totaal | Totaal |
| Seizoen | Club               | Land               | Competitie      | Wed.       | Dlp.       | Wed.  | Dlp.  | Wed.     | Dlp.     | Wed.     | Dlp.     | Wed.   | Dlp.   |
| ------- | ------------------ | ------------------ | --------------- | ---------- | ---------- | ----- | ----- | -------- | -------- | -------- | -------- | ------ | ------ |
| 2021/22 | Sporting Charleroi | Vlag van België    | Eerste klasse A | 15         | 0          | 1     | 0     | —        | —        | —        | —        | 16     | 0      |
| 2022/23 | Sporting Charleroi | Vlag van België    | Eerste klasse A | 7          | 0          | 1     | 0     | —        | —        | —        | —        | 8      | 0      |
| 2022/23 | → KV Kortrijk      | Vlag van België    | Eerste klasse A | 15         | 1          | 1     | 0     | —        | —        | —        | —        | 16     | 1      |
| 2023/24 | → KV Kortrijk      | Vlag van België    | Eerste klasse A | 7          | 0          | 1     | 0     | —        | —        | —        | —        | 8      | 0      |
| 2024/25 | Schalke 04         | Vlag van Duitsland | 2. Bundesliga   | 0          | 0          | 1     | 0     | —        | —        | —        | —        | 1      | 0      |
| Totaal  | Totaal             | Totaal             | Totaal          | 44         | 1          | 5     | 0     | 0        | 0        | 0        | 0        | 49     | 1      |

Bijgewerkt op 9 september 2024.

## Trivia
- Wasinski was een van de jongeren van Stade Waremmien die door de RTBF een paar jaar gevolgd werden voor het televisieprogramma Les Enfants du Stade.[13]